# 沙蒙 (愛達荷州)
薩蒙（英語：Salmon）是一個位於美國愛達荷州萊姆哈伊縣的城市。根據2010年美國人口普查，該地人口為3112人，而該地的面積約為6.56平方千米。同時該地也是萊姆哈伊縣的縣治。

## 地理
薩蒙的座標為45°10′41″N 113°54′10″W / 45.17806°N 113.90278°W，而該地的平均海拔高度為1202米（即3944英尺）。